# Margot Loyola
Pour les articles homonymes, voir Loyola.
Margot Loyola Palacios, née à Linares (Chili) le 15 septembre 1918 et morte le 3 août 2015 à La Reina (Chili), est une chanteuse et compositrice chilienne.

## Biographie

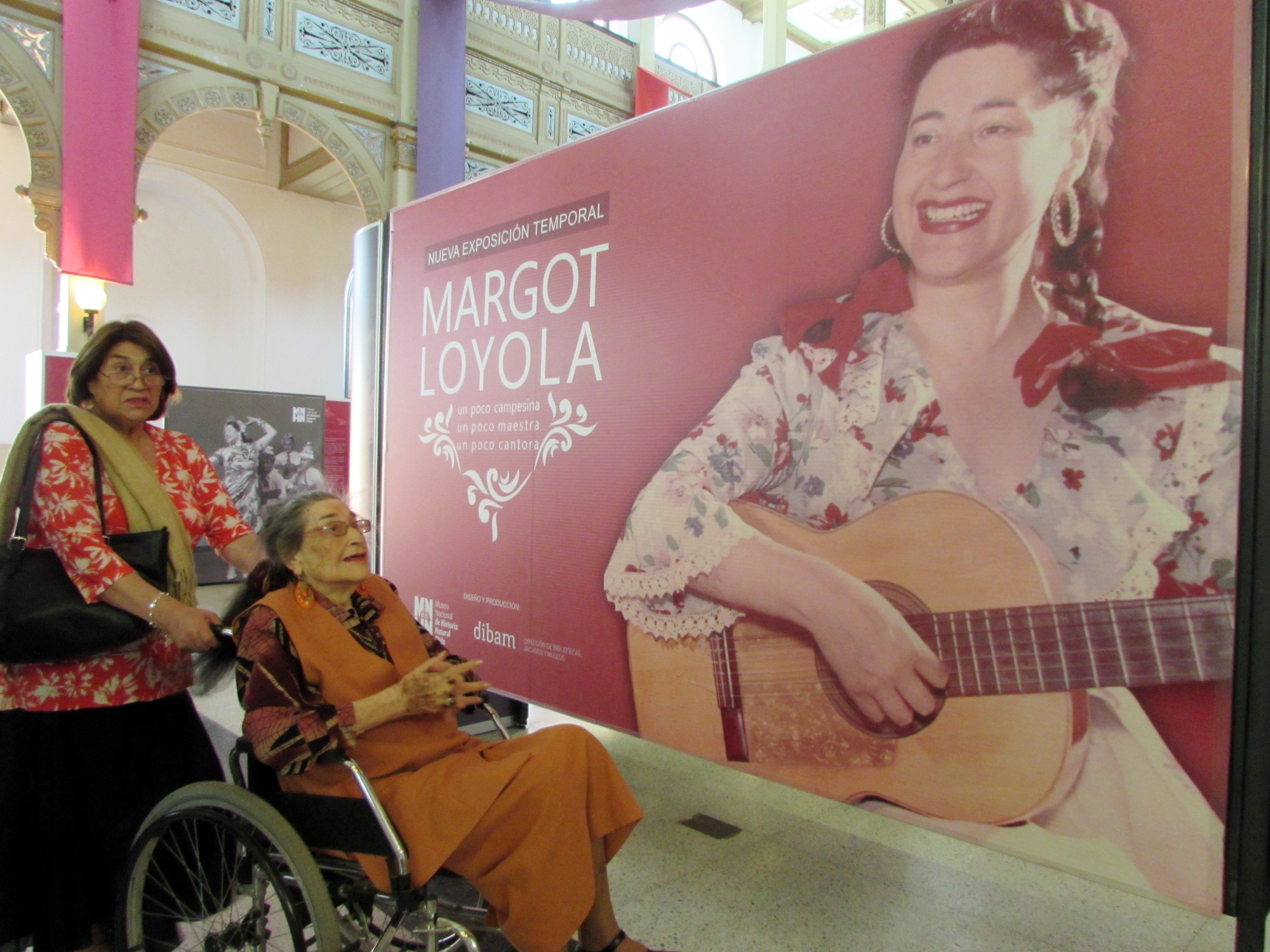
Marggot Loyola visitant en 2014 une exposition qui lui est consacrée.

Jeune, Margot Loyola Palacios étudie le piano et le chant au Conservatoire national supérieur de musique du Chili,.
Avec sa sœur Estela, elle forme son premier groupe, Las Hermanas Loyola (Les Sœurs Loyola), qui acquiert une certaine notoriété au Chili dans les années 1940. À partir de connaissances acquises à l'Université du Chili, elles créent des ballets folkloriques Loncurahue et Pucara, et un groupe, le groupe Millaray. Plus tard, elles créent le Ballet folklorique national Aucamán (1965), le prédécesseur du Ballet Folclórico Nacional (Bafona), et du groupe folklorique Cuncumen.
Elle utilise une méthode d'observation et de recherche sur le terrain de type ethnographique et anthropologique, pour enrichir sa connaissance du folkloriste chilien, dans les différentes régions du pays. Ses recherches débordent des frontières administratives. Elle travaille avec Porfirio Vásquez, sur la musique noire. Elle étudie également la culture indigène du Pérou avec José María Arguedas. En Argentine, elle travaille avec le musicologue Carlos Vega. En Uruguay, elle étudie avec Lauro Ayestarán. En 1952, elle entame des recherches sur les danses cérémonielles du nord du Chili, avec Rogelia Pérez, fondateur de danse Cuyacas.
Elle meurt le 3 août 2015 à La Reina, au Chili.